# Cultura d'Eslovàquia

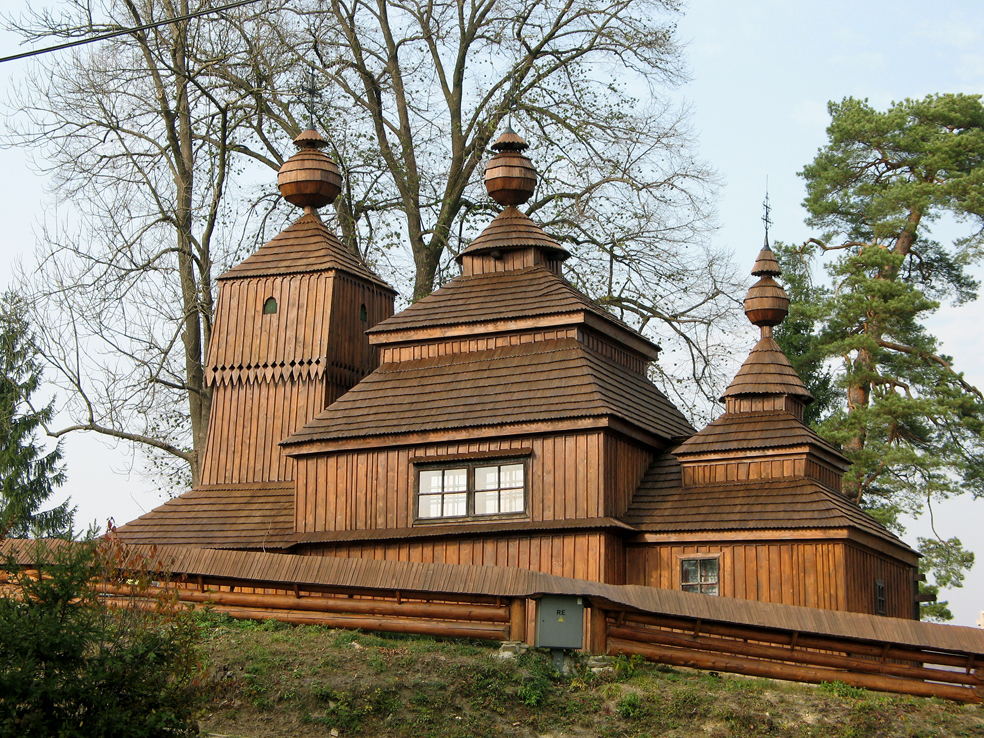
Església de fusta a Bodružal.

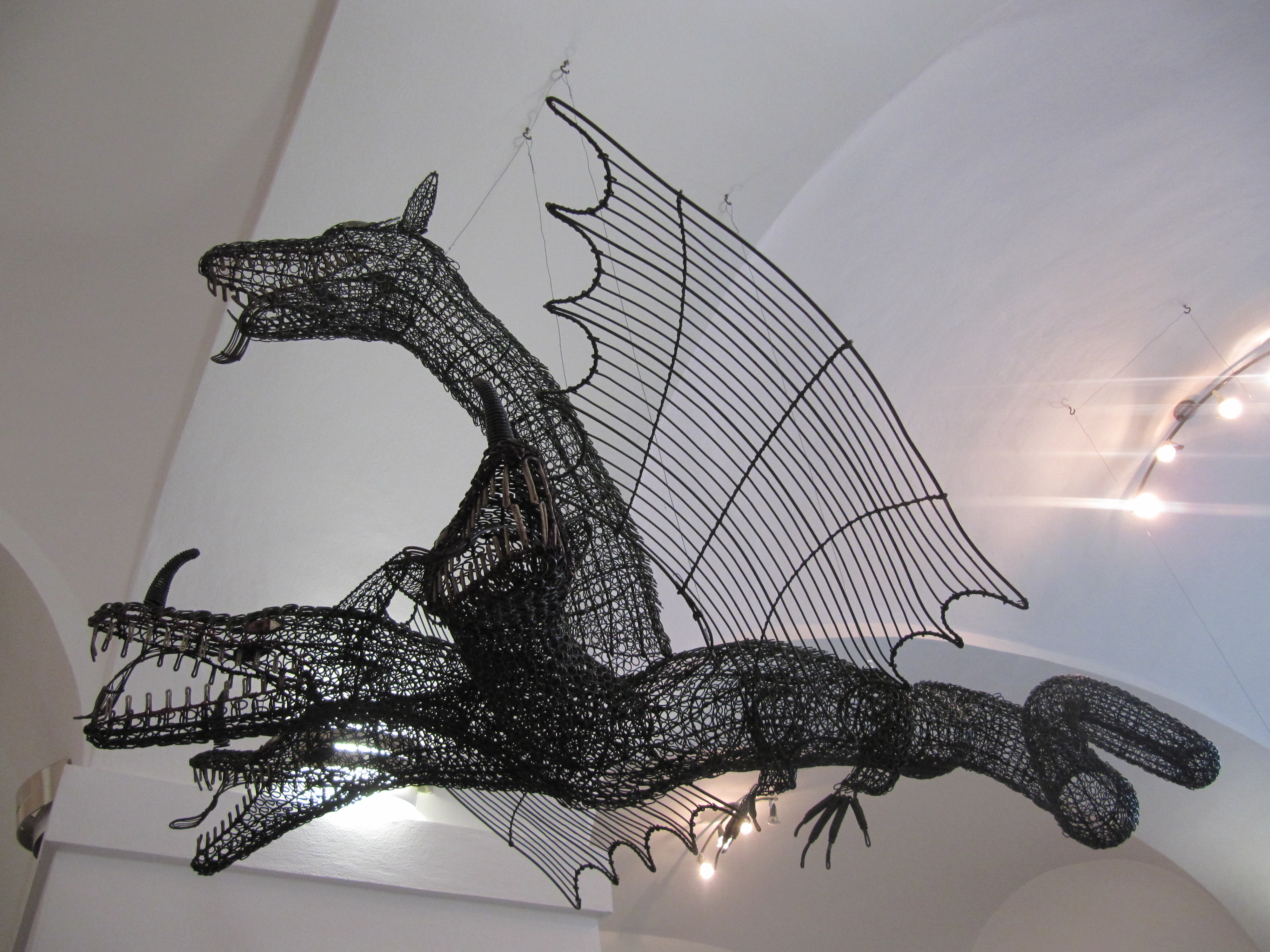
Producte artesanal tradicional realitzat amb fil ferro. Exposició permanent al museu del Castell de Budatín.

La cultura d'Eslovàquia és el resultat de diferents tradicions populars i, a causa de la seva ubicació central a Europa, també està influïda per la cultura alemanya, austríaca, hongaresa i eslava. Una part de la cultura eslovaca també procedeix de la cultura jueva.
A Eslovàquia forma part de la seva història els monuments del passat que documenten el domini dels seus habitants, es troben al país molts castells, palaus, esglésies i d'altres monuments culturals. Una atracció interessant de l'est d'Eslovàquia (a prop de Košice) és el gran nombre d'esglésies rurals de fusta, nomenades per la Unesco com Esglésies de fusta dels Carpats eslovacs. A més a més també moltes pràctiques culturals populars, que actualment són en general utilitzades per al coneixement de les habilitats, materials i productes de l'activitat humana, que es passen de generació en generació oralment o mitjançant una demostració pràctica. Part de la cultura popular són elements tangibles i intangibles com ara la música, les cançons, els costums, els balls i d'altres creacions conegudes com a folklore, que persisteixen degut principalment a la formació de grups actuals dedicats a la seva pràctica i estudi.

## Literatura

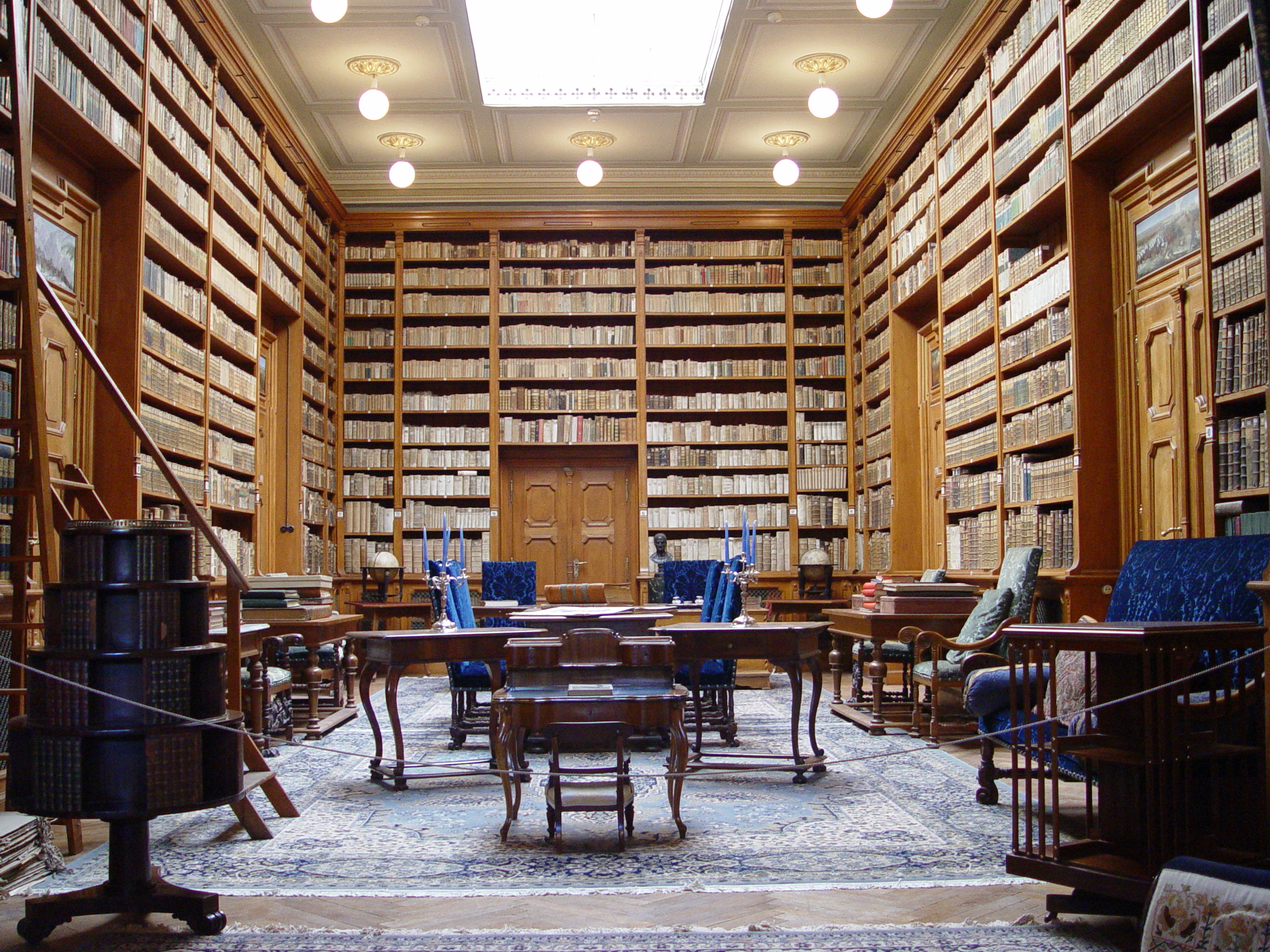
Biblioteca al castell de Betliar

Al segle xvi va aparèixer una literatura de caràcter nacional, molt més tard que en altres territoris i llengües. El llatí encara dominava com a llengua d'escriptura durant el segle xv i en la literatura els temes dominants foren els religiosos i es van desenvolupar temes clàssics, relacionats amb l'antiguitat grecoromana. El primer llibre imprès en eslovac fou El Llibre de Juraments (1561) de Vašek Záleský. Un primer Renaixement es pot trobar en l'epopeia de tema amorós i anònima Siladi i Hadmázi (1560), sobre un fons de les incursions turques a Europa central. En el context de l'escassetat de literatura eslovaca, els himnes eslovacs de Juraj Tranovský van esdevenir una font per elevar la consciència nacional, al segle xvii.
Fins a mitjan segle xix, a Eslovàquia s'escrivia bàsicament en un txec amb diversos graus d'eslovaquització. Fins que Anton Bernolák publica la Gramatica Slavika, una proposta d'estandardització de l'eslovac, que utilitza un dialecte de l'oest d'Eslovàquia com la forma de l'estàndard escrit. Martin Kukučín (1860-1928), va ser el més notable representant del realisme literari eslovac, i considerat com un dels fundadors de la prosa moderna eslovaca.

## Música

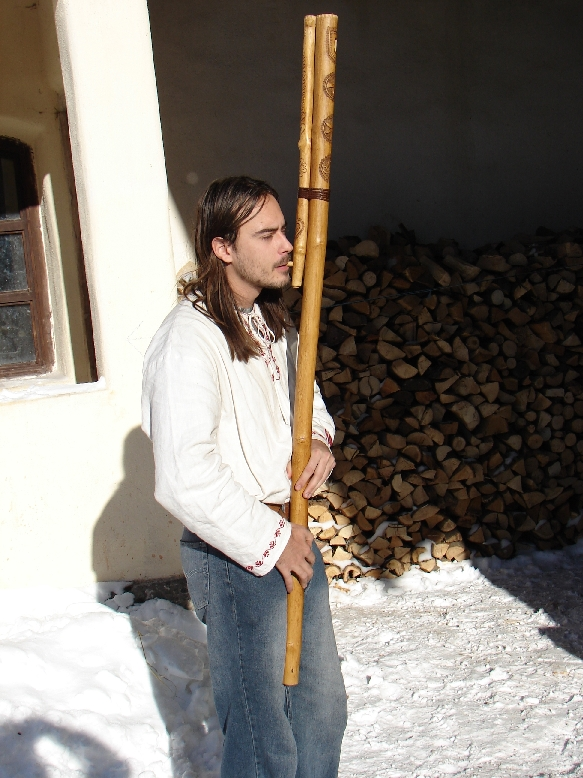
músic tocant la fujara.

Algunes de les formes més antigues enregistrades de la música a Eslovàquia són cançons litúrgiques (en eslau antic) de l'època de l'imperi de la Gran Moràvia (segle ix), del que es desenvolupa gran part de la música sacra dels segles posteriors. El llatí simple també estava molt estès en la regió en aquest període, especialment després de la incorporació d'Eslovàquia en el Regne d'Hongria el 1218. Els primers còdexs inclouen el Nitra Evangelis de c. 1100, i el Còdex Pray (c. 1195). Del XV al XVII segles, la polifonia va ser practicada i desenvolupada en molts centres urbans, incloent Bratislava, Bardejov, Levoča i Kežmarok.
A la primera meitat del segle xix, una tradició musical nacional va començar a desenvolupar-se prop de la impressionant herència popular d'Eslovàquia. La música moderna eslovaca es va inspirar a tots dos estils clàssics i populars. Una figura clau que va començar aquesta fusió va ser Ján Levoslav Bella, nascut a Liptovský Mikuláš (1843-1936), contemporani d'Antonín Dvořák i Leoš Janáček, Bella, va escriure la primera òpera que es va realitzar en llengua eslovaca, Kováč Wieland (Wieland der Schmied), escrita en alemany el 1880-90, però estrenada en idioma eslovac a Bratislava el 28 d'abril de 1926.
Al novembre de 2005, la fujara (flauta de pastors eslovacs) i la seva música van ser nomenats Obres Mestres del Patrimoni Oral i Intangible de la Humanitat per la UNESCO.

## Gastronomia

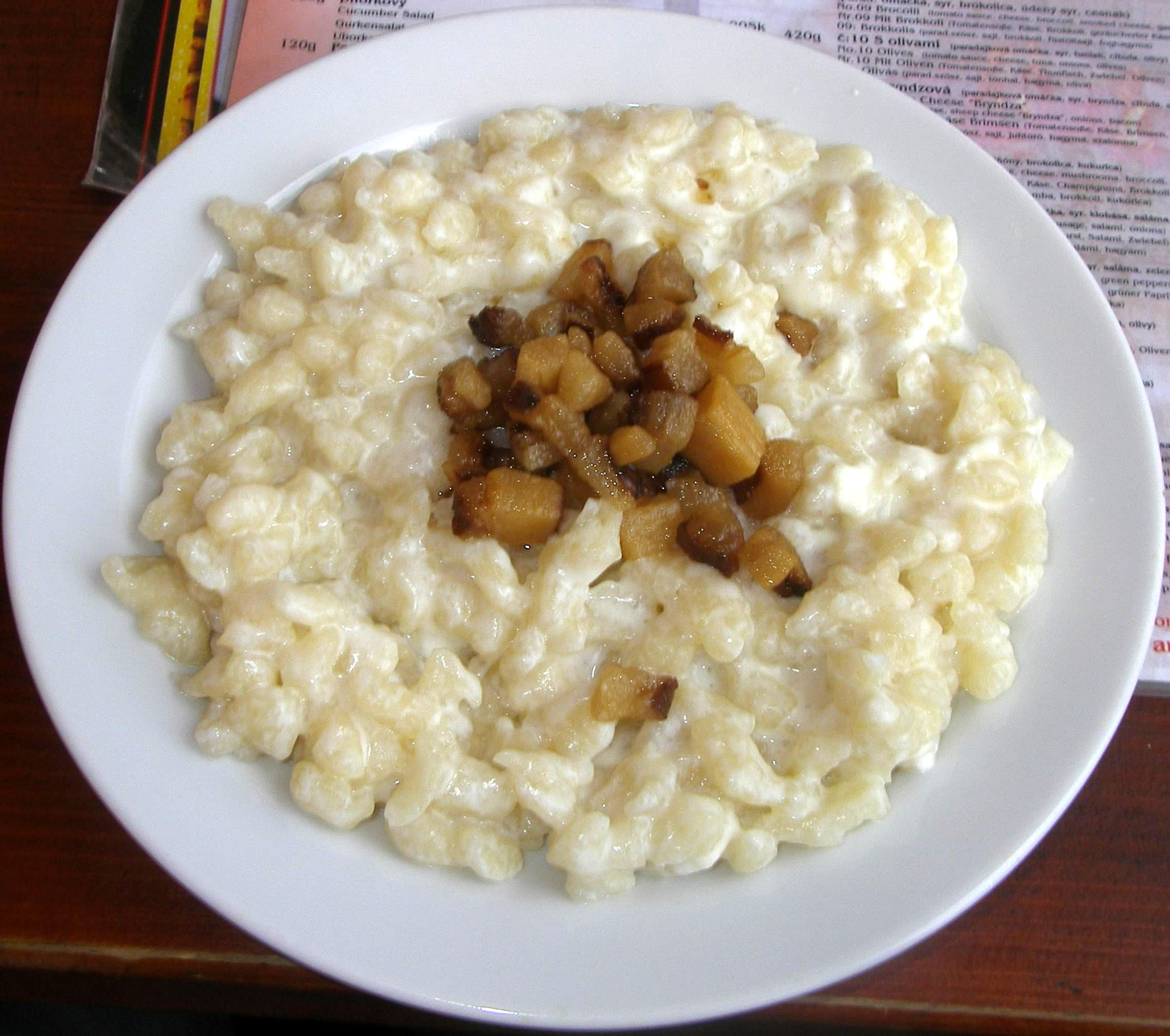
Bryndzové halušky, plat típic d'Eslovàquia

La cuina eslovaca varia lleugerament, encara que de vegades de manera espectacular, d'una regió a una altra. Està influïda per la cuina tradicional dels seus veïns, a qui també ella ha influït. Els orígens de la cuina tradicional eslovaca provenen d'una època en què la majoria de la població vivia en pobles amb auto-subsistència, i amb les importacions i exportacions d'aliments molt limitades, on no hi havia medis moderns de conservació o transformació dels aliments. Això s'ha traduït en una cuina altament dependent d'una sèrie de productes alimentaris bàsics capaços de suportar els estius calorosos i els hiverns freds. Aquests productes inclouen el blat de moro, la patata, la llet i els productes lactis, la carn de porc, el xucrut i les cebes, i en més petita mesura la carn de bou, de cabrit, de carn de pollastre, els ous i algunes altres verdures locals, fruites i bolets silvestres. Tots aquests productes eren en general produïts i processats per les mateixes famílies, complementat amb els mercats locals habituals en tot el país.

## Cinema
A causa que Eslovàquia va ser part de Txecoslovàquia abans de la seva independència el 1993, totes les pel·lícules d'aquesta regió van ser acreditades com a produccions txecoslovaques, amb independència dels productors o director. No obstant això, i malgrat la proximitat i semblances amb el cinema txec, l'eslovac té certes diferències que es reflecteixen en la temàtica recurrent de les seves grans obres, com els ambients rurals, les tradicions folklòriques i el carnestoltes. El motor de la indústria cinematogràfica eslovaca ha estat Estudis Koliba (el nom formal dels quals ha canviat diverses vegades) a Bratislava.
Al voltant de 350 llargmetratges s'han realitzat en la història del cinema eslovac. Ha produït alguns treballs cinematogràfics notables que han rebut molt bones crítiques, així com alguns èxits de taquilla. En els últims anys, les pel·lícules eslovaques sovint s'han fet mitjançant el treball (total o parcial) amb productores estrangeres. Els projectes conjunts eslovacs i txecs han estat especialment freqüents. Des de l'any 1999 se celebra anualment el Festival Internacional de Cinema de Bratislava. A més a més del programa de competència internacional, també compta amb una regularitat retrospectiva de famosos autors de pel·lícules, un programa de cinema europeu, un programa de cinema independent i diversos programes temàtics.

## Monuments

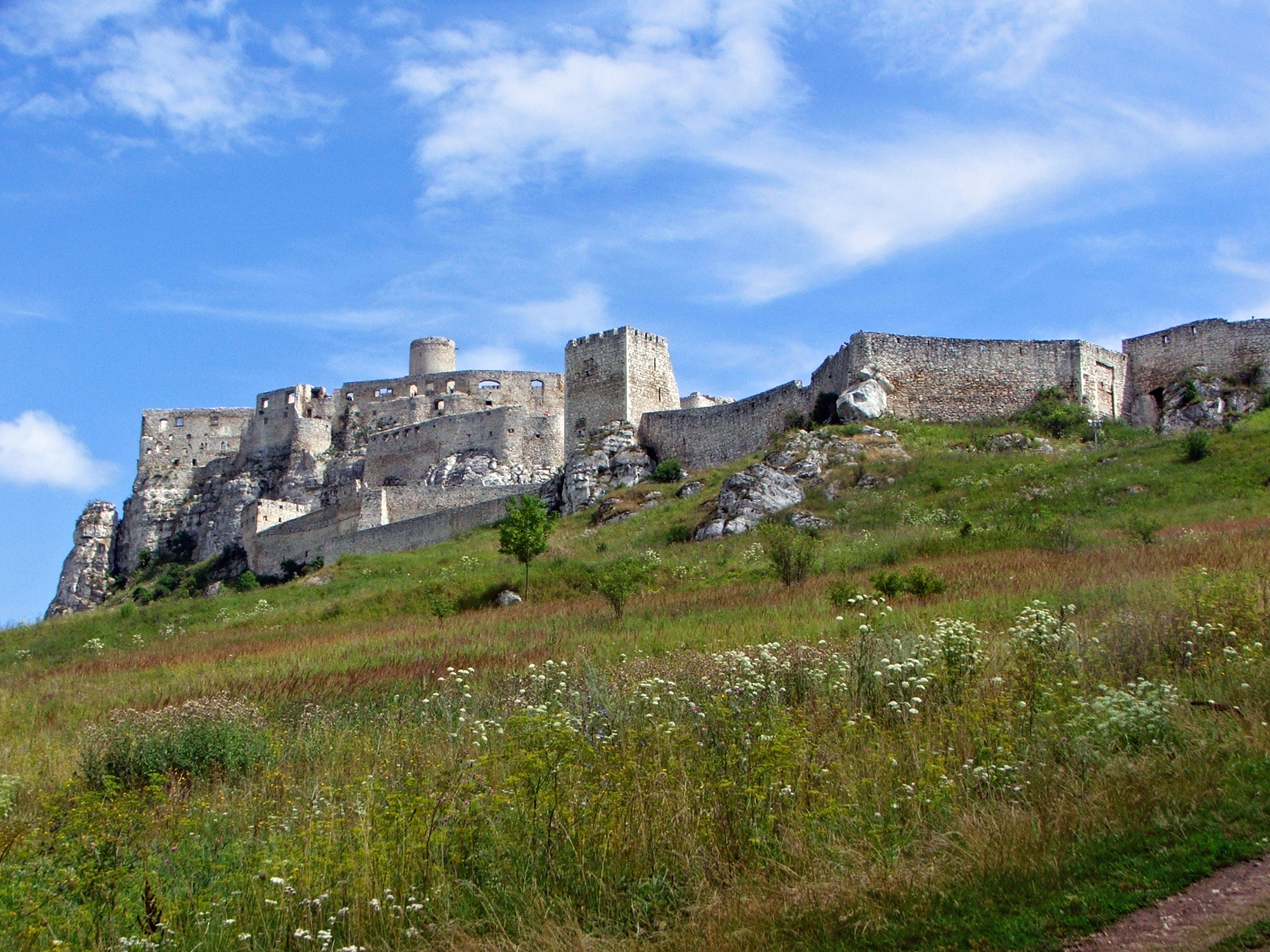
Castell de Spiš

Són part important del patrimoni d'Eslovàquia, edificis com el Castell de Devin, el Cementiri Nacional de Martin, la Catedral de Santa Isabel de Košice, Nový zámok i d'altres similars que els marquen com Monument Nacional per part del Ministeri de Cultura de la República Eslovaca. A Eslovàquia també es troben monuments, que s'inclouen en el Patrimoni de la Humanitat. D'acord amb el pla de protecció del béns culturals i naturals del món de la UNESCO, aprovat el 1972 a París. Pertanyen des de 1993 a aquesta Lista tres llocs de la República Eslovaca - ciutat històrica de Banská Štiavnica i monuments tècnis dels voltants, la conservació de l'arquitectura popular de Vlkolínec, i el Castell de Spiš amb monuments dels voltants (Spišské Podhradie, Spišská Kapitula i l'església de l'Esperit Sant a Žehra). El 2009 es va ampliar el lloc protegit per incloure el centre històric de Levoča.